# (24439) Yanney
(24439) Yanney est un astéroïde de la ceinture principale.

## Description
(24439) Yanney est un astéroïde de la ceinture principale. Il fut découvert le 3 mars 2000 aux Monts Santa Catalina par le projet CSS. Il présente une orbite caractérisée par un demi-grand axe de 3,25 UA, une excentricité de 0,04 et une inclinaison de 14,9° par rapport à l'écliptique.

## Compléments